# С-20
С-20— советская дизель-электрическая торпедная подводная лодка серии IX-бис-2, тип С — «Средняя» времён Второй мировой войны. Вошла в строй после окончания войны, входила в состав Балтийского флота, списана в 1956 году, использовалась как опытовое судно-мишень при испытаниях торпед с ядерной боевой частью. В 1957 году затоплена в губе Чёрная на Новой Земле.

## История строительства
С-20 заложена 30 сентября 1939 года на заводе № 196 «Судомех» в Ленинграде под заводским номером 133, одновременно с однотипной С-19. Спущена на воду 14 марта 1941 года, также в один день с С-19.
Начало Великой Отечественной войны С-20 встретила на заводе № 196 в достройке, имела высокую степень готовности. В июле-августе 1941 года лодку внутренними водными путями перевели на завод № 112 в Горький, затем в октябре отбуксировали на завод № 638 в Астрахань, где С-20 была достроена по проекту IX-бис-2, получив ряд усовершенствований, в частности:
- установлено торпедопогрузочное устройство по проекту 601;
- усовершенствована пневматическая система для осуществления четырёхторпедного залпа, добавлены приборы управления торпедной стрельбой ПУГ (установка глубины) и ПУПО (установка режима прибора Обри, отвечающего за маневрирование торпеды после запуска), установлена система беспузырной торпедной стрельбы;
- изменена вентиляция аккумуляторных батарей на общеямовую, добавлена система перемешивания электролита сжатым воздухом;
- количество коек экипажа увеличено с 40 до 45;
- на амортизаторах установлены аккумуляторная батарея, электрические выключатели, пускатели, многие электроприборы, вспомогательные механизмы, лампы освещения;
- стабилизатор глубины без хода «Спрут»;
- установлен активный гидролокатор «Дракон-129» (ленд-лизовский «Асдик»);
- перископы оснащены цепной передачей и амортизацией подъёмных устройств;
- установлена аппаратура постановки дымовой завесы;
- установлены стеллажи и погрузочное устройство для морских мин.
- гирокомпас «Курс-1» заменён на «Курс-2»;
- ряд менее значительных изменений.

19 февраля 1945 года С-20 вступила в строй, 25 февраля вошла в состав Каспийской флотилии, планировалась к переводу на Северный флот, однако 5 апреля было принято решение перевести С-20 на Балтику.

## История службы
В мае-июне 1945 года С-20 была переведена в Ленинград, в сентябре прибыла в Кронштадт, вошла в состав Краснознамённой бригады подводных лодок Балтийского флота. 15 февраля 1946 года С-20 вошла в состав 2-й бригады подводных лодок Северо-Балтийского (8-го) флота, базировалась на Усть-Двинск.
В марте 1951 года передана в состав 17-й дивизии Северо-Балтийского флота.
17 февраля 1956 года С-20 выведена из состава флота, летом по Беломоро-Балтийскому каналу перешла в Молотовск, вошла в 241-ю бригаду опытовых кораблей с базированием на Новой Земле.
7 сентября 1957 года участвовала в ядерном испытании № 43. Находилась в надводном положении в 900 метрах от точки наземного ядерного взрыва в 32 килотонны тротилового эквивалента. Получила множество повреждений надстройки и корпуса, частично утратила боеспособность.
10 октября 1957 года участвовала в испытаниях ядерной торпеды Т-5. Находилась в позиционном положении в 310 метрах от точки подводного ядерного взрыва в 10 килотонн тротилового эквивалента. Получила тяжёлые повреждения, начала принимать воду в кормовые отсеки. Через четыре часа после взрыва затонула с дифферентом 90°, оставлена на грунте в губе Чёрная архипелага Новая Земля. 31 октября 1957 года расформирован экипаж. 1 марта 1958 года С-20 была исключена из списка плавсредств ВМФ, в один день с С-19.

## Командиры
- 1941: Валентин Дмитриевич Афонин — после начала войны переведён на Северный флот и принял командование подводной лодкой Л-22;
- 1943—1944: Сергей Сергеевич Кудряшов;
- 1944—1946: Ефим Павлович Оболенцев;
- 1946—1947: Григорий Михайлович Егоров;
- 1947—1948: Г. К. Васильев.